# ماساهیکو کوندو
ماساهیکو کوندو (انگلیسی: Masahiko Kondō؛ زادهٔ ۱۹ ژوئیهٔ ۱۹۶۴) یک خواننده اهل ژاپن است.